# Cmentarz żydowski w Solcu nad Wisłą
Cmentarz żydowski w Solcu nad Wisłą – kirkut społeczności żydowskiej niegdyś zamieszkującej Solec nad Wisłą. Powstał w 1862 lub 1889 roku. Znajduje się na działce o numerze geodezyjnym 140906_4.0001.539, oznaczonej jako „wspólnota gruntowa” w pobliżu skrzyżowania ulic Polnej i Piaski. Został zniszczony podczas II wojny światowej. Formalnie został zamknięty 22 czerwca 1964 roku. Na początku lat 20. XXI wieku teren był zarośnięty i zaśmiecony, a na nieogrodzonym terenie zachowały się fragmenty nagrobków, które można było odkryć pod warstwą ziemi i mchu.